# Thomas Ertl (Leichtathlet)
Thomas Ludwig Ertl (* 6. März 1968 in Regensburg) ist ein ehemaliger deutscher Marathonläufer.
1989 wurde er Dritter der Deutschen Meisterschaft im Marathonlauf mit seiner persönlichen Bestzeit von 2:16:00 h. Zwei Jahre später wurde er der erste gesamtdeutsche Marathonmeister, und 1992 verteidigte er diesen Titel.
Thomas Ertl startete von 1991 bis 1995 für den TSV Burghaslach, davor und danach für den LLC Marathon Regensburg.

## Persönliche Bestzeiten
- 10.000 m: 28:44,78 min, 1. September 1990, Wien-Stadlau
- Halbmarathon: 1:06:35 h, 10. April 1994, Melle
- Marathon: 2:16:00 h, 15. Oktober 1989, Kandel